# Żuchwikowate
Żuchwikowate (Centropomidae) – monotypowa rodzina ryb okoniokształtnych (Perciformes) z podrzędu okoniowców. Charakteryzują się wysuniętą do przodu żuchwą oraz wyraźnie zaznaczoną linią boczną zachodzącą na nasadę ogona. Największe osobniki osiągają 2 m długości. W polskiej literaturze akwarystycznej rodzina Centropomidae opisywana była często pod nazwą „przeźroczkowate”.

## Występowanie
Ocean Atlantycki wzdłuż kontynentów amerykańskich, niektóre gatunki słodkowodne lub z wód słonawych.

## Klasyfikacja
Rodzaj zaliczany do tej rodziny:
- Centropomus